# Hans-Georg Kamann
Hans-Georg Kamann (* 4. Mai 1968 in Erwitte) ist ein deutscher Rechtswissenschaftler.

## Leben
Nach dem Abitur Juni 1987 am Städtischen Gymnasium Erwitte studierte er von Oktober 1988 bis Januar 1994 Rechtswissenschaften in Passau und Bonn und  Wirtschaftswissenschaften in Passau (Vordiplom). Dabei war er ein Stipendiat der Studienstiftung des Deutschen Volkes. Im Januar 1994	legte er das erste juristische Staatsexamen in Passau ab. Nach dem Rechtsreferendariat (April 1996 – November 1997/April–September 1995) am Landgericht Passau legte er im November 1997 das zweite juristische Staatsexamen ab. Von Mai 1994 bis März 1997 war er wissenschaftlicher Mitarbeiter am Lehrstuhl für Staats- und Verwaltungsrecht, Völker- und Europarecht der Universität Passau, Michael Schweitzer. Er promovierte in Passau mit einer Dissertation über „Die Mitwirkung der Parlamente der Mitgliedsstaaten an der europäischen Gesetzgebung“. Von August bis September 1995 war er abgeordnet zum Bundesministerium für Wirtschaft, Europaabteilung (Vorbereitung der Regierungskonferenz zum Amsterdamer Vertrag). Von August bis September 1995 war er abgeordnet zum Bundesministerium für Wirtschaft, Europaabteilung (Vorbereitung der Regierungskonferenz zum Amsterdamer Vertrag). Von April bis Juni 1998 war er im Juristischen Dienst der Europäischen Kommission tätig. Von Januar bis März 1998 und ab Juli 1998 war er Rechtsanwalt bei Schön Nolte Finkelnburg und Clemm, Brüssel (Prof. Dr. Hans-Jürgen Rabe) und von Januar bis Dezember 1999 nach einer Fusion bei Gaedertz, Brüssel. Von 2000 bis 2008 war er Rechtsanwalt bei Gaedertz, später Mayer, Brown, Rowe und Maw LLP, Frankfurt am Main; ab 1. Januar 2006 Partner. Seit Januar 2001 ist er Direktor des Centrums für Europarecht, Passau. Seit November 2008 ist er Rechtsanwalt und Partner bei WilmerHale, Frankfurt. Seit November 2010 lehrt er als Honorarprofessor für Internationales Wirtschaftsrecht an der Universität Passau.
Seit 1988 ist er Mitglied der katholischen Studentenverbindung KDStV Oeno-Danubia Passau sowie später auch der KDStV Novesia Bonn, beide im CV.

## Schriften (Auswahl)
- Die Mitwirkung der Parlamente der Mitgliedstaaten an der europäischen Gesetzgebung. National-parlamentarische Beeinflussung und Kontrolle der Regierungsvertreter im Rat der Europäischen Union im Spannungsfeld von Demokratie und Funktionsfähigkeit des gemeinschaftlichen Entscheidungsverfahrens. Frankfurt am Main 1997, ISBN 3-631-31726-3.
- mit Martin Selmayr: European competition law. Texte und Materialien. deutsch – englisch. Textausgabe. Kartellverfahren, Fusionskontrolle, Gruppenfreistellungen. München 2010, ISBN 978-3-406-59024-5.
- mit Sven Völker und Stefan Ohlhoff: Kartellverfahren und Kartellprozess. Handbuch. München 2017, ISBN 3-406-64950-5.